# Bonde do Tigrão
Bonde do Tigrão é um grupo brasileiro de funk carioca formado em 1999 no Rio de Janeiro, considerados os precursores do funk moderno e coreografias. Seu álbum de estreia, Bonde do Tigrão, produzido por Umberto Tavares, Mãozinha e Victor Junior, vendeu mais de 250 mil cópias no Brasil, sendo certificado em 2001 com Disco de Platina pela ABPD. Seus maiores sucessos de sucesso foram "Tchutchuca" "Cerol na Mão", "O Baile Todo (Só as Cachorras)" e "Me Usa".

## História
Era 1999 Leandrinho e Gustavo, moradores da Cidade de Deus, começaram a se apresentar juntos cantando funk carioca e, no ano seguinte, convidaram os dançarinos Vaguinho e Thiaguinho para formarem juntos o Bonde do Tigrão. O grupo começou a se apresentar na Furacão 2000 e no verão de 2001 a música "Cerol na Mão", produzida por Dennis DJ, estourou. Com o CD Bonde do Tigrão lançado no mesmo ano pela Sony Music, uma segunda música fez sucesso, "Tchutchuca". Em 2002 Vaguinho sai do grupo, e chega ao mercado o segundo CD Pega o Bonde e Vem, ainda pela Sony Music. Em 2005, com uma gravadora nova, a Sun Records, lançaram o álbum Ressurreição.

## Controvérsias
Em 2003, o grupo foi acusado de plágio na faixa "Cerol na Mão" baseada na canção "Headhunter", da banda belga Front 242.

## Discografia

### Álbuns de estúdio
- Bonde do Tigrão (2001)
- Pega o Bonde e Vem (2002)
- Ressurreição (2005)
- A Fera Voltou (2015)

### Singles
Como artista principal
| Título                           | Ano  | Álbum                     |
| -------------------------------- | ---- | ------------------------- |
| "Sai do Chão"                    | 2000 | Bonde do Tigrão           |
| "Tchutchuca"                     | 2000 | Bonde do Tigrão           |
| "Cerol na Mão"                   | 2001 | Bonde do Tigrão           |
| "O Baile Todo (Só as Cachorras)" | 2001 | Bonde do Tigrão           |
| "Estátua (Morto, Vivo)"          | 2002 | Pega o Bonde e Vem        |
| "Pega o Bonde e Vem"             | 2002 | Pega o Bonde e Vem        |
| "Me Usa"                         | 2005 | Ressurreição              |
| "Prisioneira"                    | 2010 | Adicionado à nenhum álbum |

Como artista convidado
| Título                                              | Ano  | Álbum     |
| --------------------------------------------------- | ---- | --------- |
| "Orgia" (Tati Quebra Barraco part. Bonde do Tigrão) | 2005 | Boladona  |
| "Quer Dançar" (PRISCILLA feat. Bonde do Tigrão)     | 2023 | Priscilla |

### Outras aparições
| Título                      | Ano  | Álbum                                 |
| --------------------------- | ---- | ------------------------------------- |
| "Entra e Sai"               | 2001 | Celso Portiolli Faz a Festa Funk      |
| "Bate o Bumbum"             | 2001 | Celso Portiolli Faz a Festa Funk      |
| "Caçador de Tchutchuquinha" | 2001 | DJ Marlboro Big Mix                   |
| "Blackout"                  | 2002 | Tá Dominado                           |
| "Assustador"                | 2002 | Nóis na Fita 2                        |
| "Cachado"                   | 2002 | Furacão 2000: Tornado Muito Nervoso 2 |
| "Tia Rocha, Tia Tocha"      | 2004 | Verão 2004                            |
| "Beijo na Bochecha"         | 2004 | Favela Funk                           |
| "Twister Treme Tudo"        | 2005 | Furacão 2000: Twister                 |
| "Toma Pressão"              | 2005 | Furacão 2000: Twister                 |
| "Mulher É Bom"              | 2005 | Funkadão                              |

## Integrantes

### Atuais
- Leandrinho Moraes - vocalista (2000–05; 2015–presente)
- Maurício Santos - dançarino (2015–presente)
- Carlos Gonzo - dançarino (2015–presente)
- DJ Binho - DJ (2015–presente)

### Antigos
- Gustavo Pereira - vocalista (2000–05)
- Thiago Alves (Thiaguinho) - dançarino (2000–05)
- Wagner Rodrigues (Waguinho) - dançarino (2000–02)